# Oficina do Segredo
A Oficina do Segredo situada na Fábrica dos Pastéis de Belém perto do Mosteiro dos Jerónimos, guarda a antiga receita secreta da confecção e preparação dos verdadeiros Pastéis de nata – os Pastéis de Belém.
Os mestres pasteleiros da Oficina do Segredo, são os poucos detentores da receita, assinam um termo de responsabilidade e fazem um juramento em como se comprometem a não divulgar a receita.